# Festival international d'orgue de Morges
Le festival international d'orgue de Morges est un festival de musique suisse annuel, dont la première édition s'est tenue en 2009.

## Programmation
Programmant cinq concerts autour de l'orgue pendant les périodes de l'Avent et de Noël chaque année dans les deux lieux de culte principaux de la ville de Morges (l'église catholique et le temple), le festival fut fondé par l'organiste italien Stefano Faggioni, organiste titulaire de la paroisse catholique de Morges.
Depuis 2009, ce festival a déjà présenté les prestations d'organistes renommés tels que Benjamin Righetti, Jean-Christophe Geiser, Italo di Cioccio, Manuela di Marco, Lionel Desmeules, Anne-Lise Vuilleumier-Luy, Andrea Schiavio et Sara Gerber. D'autres musiciens ont joint leur différents talents à certains concerts « à thème » comme les saxophonistes Massimo Giacchetti et Nicolas Logoz, la chanteuse Hiroko Ito, le quatuor de saxophones "SaxSophia", et les compositeurs Andrea Morricone (création d'une pièce par le quatuor SaxSophia lors du concert de clôture de l'édition 2011) et Valentin Villard (création de la Petite méditation sur le Mystère de la Nativité op. 39 n°31 pour deux orgues lors de la première édition en 2009).
Le financement et l'organisation du Festival international d'orgue de Morges sont gérés par l'AOMR, l'Association des amis des orgues de Morges et sa région.